# Ділявер Сеттаров
Діляве́р Зейве́рович Сетта́ров (22 грудня 1953 — 8 червня 2025, Сімферополь) — кримськотатарський актор театру і кіно, співак. Заслужений артист України (1993).

## Біографія
Народився 22 грудня 1953 року у вигнанні. Його батько, Зейвер Муртаза-оглу Сеттаров (нар. 1928), походив із роду Аджі Ваїтлер із села Скеле (нині Родніківське). Мати, Сайде-ханум (нар. 1931), народилася в селі Кучук-Мускомія (нині Резервне).
Здобув професійну музичну освіту в Ташкентській державній консерваторії імені Мухтара Ашрафі, де працював як соліст опери.
Після повернення до Криму у 1989 році, на запрошення Ільяса Бахшиша, став одним із перших акторів відродженого Кримськотатарського академічного музично-драматичного театру. Його першою роллю на сцені цього театру стала роль Асана у виставі «Арзи къиз» («Дівчина Арзи»). Пропрацював у театрі до 2017 року, після чого разом із групою з 18 акторів перейшов до кримськотатарського театру «Алтин бешик» («Золота колиска»), що базується в мікрорайоні Ак-Мечеть у Сімферополі.
Помер 8 червня 2025 року в Криму на 72-му році життя. Церемонія прощання (джаназе) відбулася 9 червня в Сімферополі.

## Творчість
Ділявер Сеттаров був відомий своїм умінням однаково легко втілювати як драматичні, так і комедійні образи. За свою кар'єру він зіграв десятки ролей у театрі, телесеріалах та художніх фільмах.

### Театральні роботи
Серед його найвідоміших театральних ролей:
- Журден — «Міщанин-шляхтич» Ж. Б. Мольєра
- Ахмет-ага — «Геджелер хайир» Д. Джаббарова
- Баш екім — «Хаста гонъюль» Ельчина
- Мартинич-Бекмамбет — «Акъмесджит йигитлери» М. Гілязова
- Асан — «Дубарали той – 2» Р. Бекташева
- Къади — «Еди къоджали Урмус» С. Шендиля
- Мемет — «Хирсизланъан келін» за мотивами п'єси «Ханума» А. Цагарелі
- Чарлз — «Невгамовний дух» Н. Конрада
- Молла — «Янъгъиз йилдиз-2» Н. Аббосхона

### Роботи в кіно
Ділявер Сеттаров знімався у кіно, зокрема в проєктах студії Qaradeñiz Production. Одна з його помітних ролей — Мемет-каведжи у фільмі «Татарський триптих» (2004), першій українській картині про життя кримських татар XIX-XX століть. Також знімався у фільмі «Легенди ханського палацу».

## Нагороди
- Заслужений артист України (1993)[5][6].